# Stenosarina angustata
Stenosarina angustata är en armfotingsart som beskrevs av Cooper 1977. Stenosarina angustata ingår i släktet Stenosarina och familjen Terebratulidae. Inga underarter finns listade i Catalogue of Life.